# Miroslav Krobot
Miroslav Krobot (ur. 12 listopada 1951 w Šumperku) – czeski aktor, reżyser, scenarzysta i dramaturg, pracujący dla filmu, teatru i telewizji.

## Życiorys
Ukończył JAMU w Brnie. Po studiach rozpoczął pracę w Bohemian Theatre West w Chebie. Od 1996 roku jest dyrektorem artystycznym Teatru Dejvice. Jego córka, Lenka Krobotová, jest również aktorką.

## Wybrana filmografia
- 2005: Opowieści o zwyczajnym szaleństwie jako David Hanek
- 2005: Restart jako sąsiad
- 2006: Wycieczkowicze jako starszy kierowca Karel
- 2007: Sekrety jako ginekolog
- 2007: Człowiek z Londynu jako Maloin
- 2008: Mój nauczyciel jako ojciec
- 2009: Trzy sezony w piekle jako psychiatra
- 2011: Odejście jako Knobloch
- 2011: Dom jako Imrich
- 2011: Alois Nebel jako Alois Nebel
- 2012: W cieniu jako Kirsch
- 2013: Przeboje i oldboje jako Karel
- 2013: Dziękuję, dobrze jako Miroslav
- 2013: Gorejący krzew (miniserial) jako konduktor Jiřička
- 2014: Ósemka (TV) jako dyrektor
- 2016: Pokot jako Boros Schneider
- 2019: Uczeń zegarmistrza jako Hostinský
- 2019: Ostrym nożem jako policjant Pavúr
- 2020: Człowiek z zajęczymi uszami jako Jozef
- 2022: Wielka premiera jako Grunt
- 2022: Pożar byłby lepszy jako Brona